# Pseudothyretes
Pseudothyretes is een geslacht van vlinders van de familie spinneruilen (Erebidae), uit de onderfamilie Arctiinae.

## Soorten
- P. carnea (Hampson, 1898)
- P. erubescens (Hampson, 1901)
- P. kamitugensis (Dufrane, 1945)
- P. mariae Dufrane, 1945
- P. nigrita (Kiriakoff, 1961)
- P. perpusilla (Walker, 1856)
- P. rubicundula (Strand, 1912)